# 泗水 (小說)
《泗水》（精確拼音：[Surabaya] 错误：{{Lang}}：文本有斜体标记（帮助），或拼作[Surabaja] 错误：{{Lang}}：文本有斜体标记（帮助））是印度尼西亞（印尼）作家伊德魯斯在1946年或1947年發表的一部小說，故事取材自泗水戰役。由於作者以冷嘲熱諷的語氣描寫軍民的反面形象，把泗水戰役描寫成牛仔和匪徒之間的搏鬥，因此小說在出版的時候遭到文壇的劣評，作者本人也被文壇視為反革命分子。這部小說直至獨立戰爭結束後才得到文學評論家的肯定。

## 背景
《泗水》的作者伊德魯斯（1921年－1979年）是一位米南加保族作家，來自荷屬東印度蘇門答臘巴東（今屬印度尼西亞西蘇門答臘省），在1943年加入荷蘭殖民政府的官營出版社圖書編譯局，擔任編輯，並開始撰寫短篇小說，為個人的文學創作生涯揭開序幕。伊德魯斯早期創作的短篇小說（例如《阿芙·瑪麗亞》）還帶有隱約的浪漫情調，不過到動筆創作《泗水》的時候，他已經對生活現實感到厭倦。這部小說取材自作者親身經歷過的一連串歷史事件（包括泗水戰役）。

## 故事大綱
這部小說由多個片段組成，沒有單一的主角。故事講述1945年日本投降，結束三年多的侵略之後，印度尼西亞共和國宣布獨立，不久後支持共和國的土著在泗水降下此前由一群印歐人升起的荷蘭國旗，並以印尼的國旗——紅白旗取而代之。盟軍登陸泗水後，由土著組成的人民治安軍無視盟軍下發的最後通牒，拒絕交出武器，於是盟軍對人民治安軍開戰，並於1945年11月10日轟炸泗水，把衝突推向高潮。
為了逃離戰火，印尼平民決定離開泗水，向附近的格里安（Krian）和徐圖利祖撤退。途中他們變得疑神疑鬼，被說成是間諜的人最後都遭到殺身之禍。另外，一行人中的男男女女也開始受不住誘惑，發生淫亂的行為。與此同時，留在泗水的青年士兵雖然要和盟軍戰鬥，保衛泗水，沒多久後卻因為彈盡糧絕而感到沮喪。故事在1946年5月結束。

## 題材及風格
研究印尼文學的荷蘭學者A·德歐認為這部小說的宗旨是展示人類自相殘殺的能力，以及呼籲讀者不要貿然捲入戰爭的漩渦。
文學文獻學家H·B·耶辛、文學評論家穆罕默德·巴爾法斯等作家都認為《泗水》是一部讽刺小說，巴爾法斯還說「可能這就是唯一一部諷刺印尼革命的作品了。」和伊德魯斯早期的作品《地下隨筆》（[Corat-Coret di Bawah Tanah] 错误：{{Lang}}：文本有斜体标记（帮助））相似的是，這部小說的內容由多個短暫的片段構成，耶辛形容這部小說採用的敘事手法像萬花筒一樣千變萬化，還說作者的用語意味深長，敘事線上情節之間的交接靈活輕快。巴爾法斯則指出，《泗水》很明顯能夠表現出伊德魯斯獨特的現實主義寫作風格——“新简练风格”（Kesederhanaan Baru）。
伊德魯斯不像其他同期作家那樣，對印尼獨立自主的機遇感到雀躍，而是抱着懷疑、不滿意和冷嘲熱諷的態度。伊德魯斯在早期的作品中只會描寫外國人和外國混血兒的反面形象，不過在這部小說中，他還會描寫印尼人的反面形象。他把革命軍描寫成「牛仔」（""），把盟軍描寫成「土匪」（""），還嘲諷革命領袖蘇托莫的頭髮嗅起來就像一個濕漉漉，未曾乾透的枕頭。巴爾法斯認為《泗水》最能看出伊德魯斯憤世嫉俗的一面。

## 發行與反響
《泗水》初版在1946年或1947年由獨立出版社（Merdeka Press）出版，隨後在1948年和伊德魯斯創作的其他短篇小說匯成短篇小說集《從阿芙·瑪麗亞到通往羅馬的另一條路》（Dari Ave Maria ke Jalan Lain ke Roma），由圖書編譯局出版。
剛剛出版的時候，外界對《泗水》的評價很差；主流作家並不認為這是一部諷刺小說，而是排斥伊德魯斯，認為他是一個反革命分子。直至獨立戰爭結束後，諷刺小說才能夠在印尼重見天日，這時候穆赫塔爾·盧比斯、烏杜伊·宋達尼、普里雅納·溫都威納塔（Prijana Winduwinata）等作家開始以諷刺的手法撰寫文學作品，對看來不願意兌現承諾的政治領袖表示不滿。伊德魯斯後期的作品沒有那麼憤世嫉俗，不再是語帶嘲諷，而是變得越來越深邃。
研究印尼文學的美國學者哈里·阿維林（Harry Aveling）在1976年把這部小說翻譯成英文，收入短篇小說集《從泗水到哈米吉多頓：印尼短篇小說集》（From Surabaya to Armageddon: Indonesian Short Stories）。英國學者奈傑爾·菲利浦斯（Nigel Phillips）認為這部譯作文筆流暢，很是好看，只是錯譯的地方不少。

## 腳註
1. 1 2  Balfas 1976，第88頁.
2. ↑  Jakarta City Government, Idrus.
3. ↑  Jassin 1985，第50頁.
4. 1 2 3 4 5  Balfas 1976，第89頁.
5. 1 2  Jassin 1985，第55–56頁.
6. ↑  Teeuw 1980，第220頁.
7. 1 2  Jassin 1985，第46頁.
8. ↑  Jassin 1985，第58頁.
9. 1 2  Jassin 1985，第57頁.
10. ↑  Teeuw 1980，第218頁.
11. 1 2  Jassin 1985，第49頁.
12. ↑  Tempo 2008, Nasionalisme dan Preman.
13. ↑  Jassin 1985，第47頁.
14. ↑  Phillips 1978，第227頁.